# 海因茨山
海因茨山（英語：Heintz Peak），是南極洲的山峰，位於帕爾默地，處於阿克頓山以北約4公里，美國地質調查局在1974年繪入地圖，以該國海軍的上尉指揮官命名，現時由南極條約體系管理。